# Synagoge (Kampen)
De voormalige synagoge van de stad Kampen in de Nederlandse provincie Overijssel staat aan de IJsselkade.
De synagoge werd gebouwd in 1847 naar ontwerp van stadsarchitect Nicolaas Plomp. Het gebouw diende bijna honderd jaar als bedehuis voor de Joodse gemeenschap in Kampen. 
Tijdens de Duitse bezetting van Nederland in de Tweede Wereldoorlog werden bijna alle joodse inwoners van Kampen naar vernietigingskampen gevoerd. Na afloop van de oorlog werd het joodse leven in Kampen niet hervat. De joodse gemeente van Kampen ging officieel in 1947 op in die van Zwolle. In 1984 werd in de gevel een marmeren plaquette aangebracht, het Joods monument, met namen van slachtoffers. 
Boven de deur staat in gouden Hebreeuwse letters כי ביתי בית תפלה יקרא לכל העמים (Ki Beiti Beit Tefillah Yikarei Lechol Ha'amim). Een tekst uit Jesaja 56:7 - "Want Mijn huis zal een huis van gebed voor alle volkeren genoemd worden". Boven een aantal van de Hebreeuwse letters staat dit tekentje ◆ . Dat verwijst naar de getalswaarde die Hebreeuwse letters hebben. Tellen we de letters met ◆ op, dan vinden we het joodse jaartal van de bouw van de synagoge.
Sinds 1972 staat het pand op de Rijksmonumentenlijst. Sinds 1984 is het in gebruik als Gemeentelijke Expositieruimte. Op de galerij is naar een ontwerp van de kunstenaar Rob van de Werdt, een permanente herdenkingstentoonstelling ingericht waarin aandacht wordt besteed aan de joodse geschiedenis van Kampen. Op de begane grond worden wisselende kunstexposities gehouden.

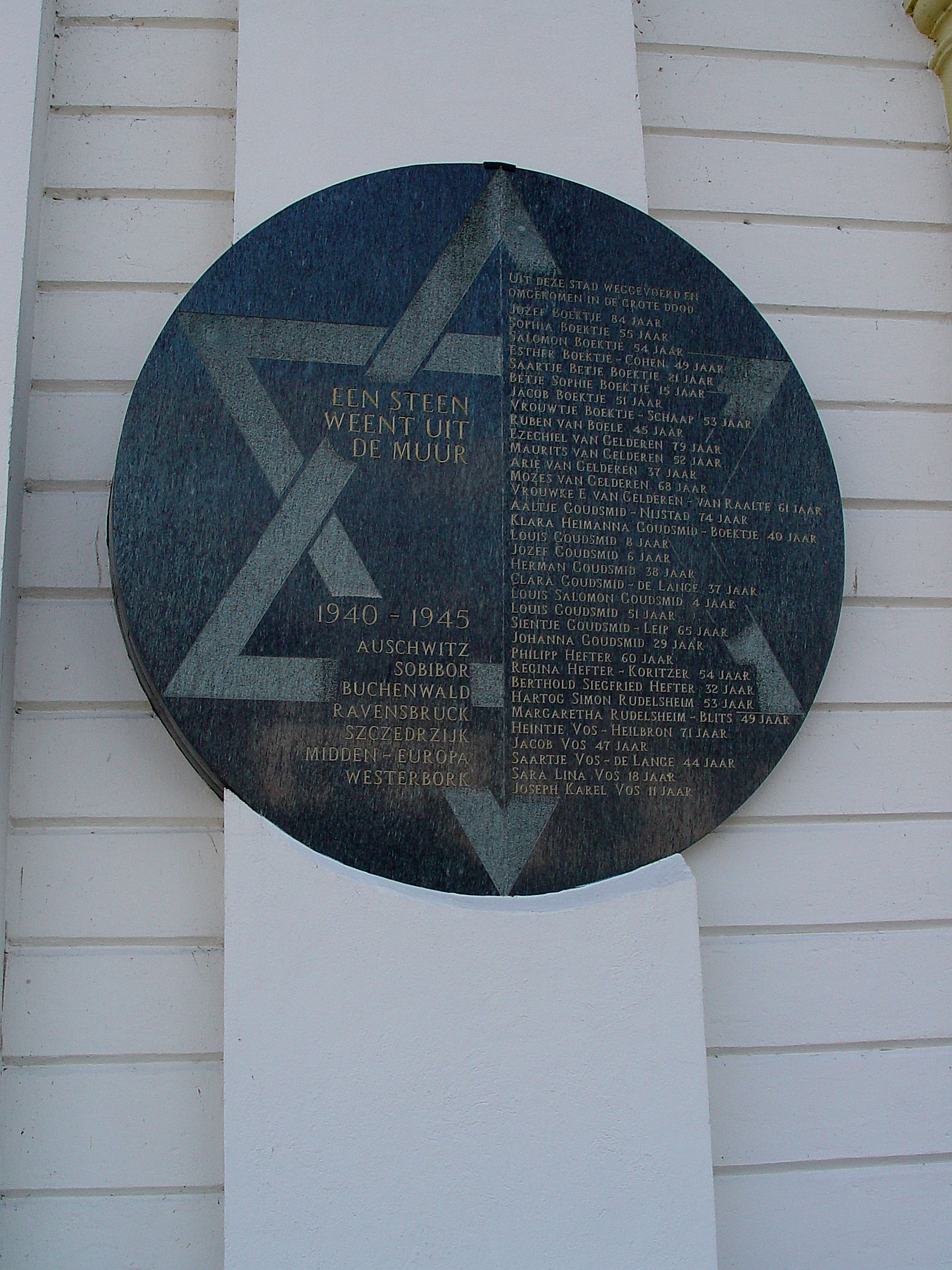
Joods monument,
"Een steen weent uit de muur ..."'